# Fossès-et-Baleyssac
 Fossès-et-Baleyssac  es una población y comuna francesa, situada en la región de Aquitania, departamento de Gironda, en el distrito de Langon y cantón de Réole.

## Demografía
| 215 | 158 | 132 | 118 | 136 | 158 |
| Para los censos de 1962 a 1999 la población legal corresponde a la población sin duplicidades (Fuente: INSEE [Consultar]) |     |     |     |     |     |